# Villedieu-les-Poêles-Rouffigny
Villedieu-les-Poêles-Rouffigny es una comuna nueva francesa situada en el departamento de Mancha, de la región de Normandía.

## Historia
Fue creada el 1 de enero de 2016, en aplicación de una resolución del prefecto de Mancha de 16 de octubre de 2015 con la unión de las comunas de Rouffigny y Villedieu-les-Poêles, pasando a estar el ayuntamiento en la antigua comuna de Villedieu-les-Poêles.

## Demografía
| Gráfica de evolución demográfica de Villedieu-les-Poêles-Rouffigny entre 1800 y 2013 |
|                                                                                      |

Los datos entre 1800 y 2013 son el resultado de sumar los parciales de las dos comunas que forman la nueva comuna de Villedieu-les-Poêles-Rouffigny, cuyos datos se han cogido de 1800 a 1999, para las comunas de Rouffigny y Villedieu-les-Poêles de la página francesa EHESS/Cassini. Los demás datos se han cogido de la página del INSEE.

## Composición
| Comuna delegada      | Código INSEE | Población (2013) | Superficie (km²) | Densidad (hab./km²) |
| -------------------- | ------------ | ---------------- | ---------------- | ------------------- |
| Rouffigny            | 50440        | 313              | 6.72             | 47                  |
| Villedieu-les-Poêles | 50639        | 3686             | 8.05             | 458                 |